# Nederländernas provinser

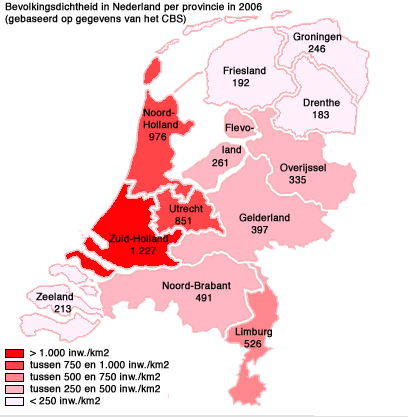
Befolkningstätheten i Nederländernas provinser (2006).

Nederländernas provinser är idag den högsta nivån på Nederländernas administrativa indelning. De är idag tolv till antalet.

## Beskrivning
De flesta provinsgränser ligger nära gamla gränser hos delstaterna i republiken Förenade Nederländerna (1586–1795). Det politiska styret leds av en "Kommissaris van de Koningin", som är den nederländska motsvarigheten till en landshövding.
I framtiden kommer av traditionella skäl de politiska gränserna att kunna ändras utan att landskapens gränser förändras.[källa behövs]

## Indelningen i provinser
Nederländerna är indelat i tolv stycken provinser/landskap (nederländska: provincies). De tolv provinserna är:
| Provins                       | Huvudstad                                                | Kommuner (2019: 355) |
| ----------------------------- | -------------------------------------------------------- | -------------------- |
| Drenthe                       | Assen                                                    | 12                   |
| Flevoland                     | Lelystad                                                 | 6                    |
| Friesland (frisiska: Fryslân) | Leeuwarden (frisika: Ljouwert)                           | 18                   |
| Gelderland                    | Arnhem                                                   | 51                   |
| Groningen                     | Groningen                                                | 12                   |
| Limburg                       | Maastricht                                               | 31                   |
| Noord-Brabant                 | 's-Hertogenbosch (även inofficiellt känt som Den Bosch)  | 62                   |
| Noord-Holland                 | Haarlem                                                  | 47                   |
| Overijssel                    | Zwolle                                                   | 25                   |
| Utrecht                       | Utrecht                                                  | 26                   |
| Zeeland                       | Middelburg                                               | 13                   |
| Zuid-Holland                  | Haag (nederländska: Den Haag, officiellt: 's-Gravenhage) | 52                   |

## Provinsernas historik

### Noord- och Zuid-Holland och Zeeland
Politiskt har Holland varit en enhet sedan medeltiden, som grevskapet Holland. Den grevliga ätten utslocknade 1299 då Johan I av Holland avled. Efter detta hamnade Holland i personalunion med Burgund. Även Zeeland ingick sedan 1323. Senare ärvde Habsburg titeln och kejsar Karl V blev landsherre. I självständighetskriget var Holland det ekonomiskt viktigaste av de sju förenade Nederländerna. Här fanns många stora städer. Den administrativa delningen mellan Nordholland och Sydholland är från 1840.

### Utrecht, Drenthe och Overijssel
Under medeltiden hade ärkebiskopen av Utrecht som furstbiskop även världslig makt i sitt stift. Detta område hängde geografiskt inte ihop utan var delat i Sticht (nu ungefär provinsen Utrecht) och Oversticht (nu ungefär Overijssel och Drenthe). 1528 kunde Karl V överta biskopens världsliga makt. Under republikens tid var Utrecht och Overijssel de jure suveräna stater. Drenthe var en fattig landsdel och styrdes av generalstaterna i Haag.

### Friesland och Groningen
Under medeltiden hade Friesland och Groningen ingen feodal landsherre. Det fanns teorier om frisisk frihet som hävdades gå tillbaka på Karl den store, men även dessa områden kom i Karl V:s händer. 1594 var Groningen sist att ansluta sig till de andra provinserna i kriget mot Spanien. Friesland och Groningen hade länge en ståthållare ur en annan gren av huset Oranien än de andra provinserna. Efter en lång vakans i resten av republiken, blev denna frisiska gren arvståthållare i hela republiken.

### Gelderland
Gelderland var på medeltiden del av ett större hertigdöme. Hertig Karl av Gelre stred mot kejsaren, men 1543 blev Karl V slutligen landsherre över hela det området som nu är Nederländerna. Sedan anslöt området sig till revolten mot Habsburg och Gelderland blev en av de sju förenade Nederländerna.

### Noord-Brabant och Limburg
Noord-Brabant och delar av Limburg styrdes under republiken av generalstaterna som erövrade områden. Det handlar om delar av de medeltida hertigdömena Brabant och Limburg. 

### Flevoland
Flevoland är en mycket ung provins och bildades 1986 på de områden som under 1900-talet hade torrlagts i tidigare IJsselmeer. I provinsen ingår också de före detta öarna Urk och Schokland.